# Великі Алгаші
Великі Алгаші́ (рос. Большие Алгаши, чув. Мăн Улхаш) — село у складі Шумерлинського району Чувашії, Росія. Адміністративний центр Великоалгашинського сільського поселення.
Населення — 458 осіб (2010; 779 у 2002).
Національний склад:
- росіяни — 90 %